# ミスコンテスト (井上陽水の曲)
「ミスコンテスト」は、日本のシンガーソングライターである井上陽水の楽曲。1978年10月21日に、自身の12枚目のシングルとしてフォーライフ・レコードからリリースされた。
表題曲の「ミスコンテスト」は、6thアルバム『"white"』からのシングルカットで、B面曲の「八月の休暇」は、8thアルバム『EVERY NIGHT』の先行シングルで、シングルバージョンとして収録されている。

## 収録曲
| 全作詞・作曲: 井上陽水、全編曲: 星勝。 |                    |          |            |      |
| #                                      | タイトル           | 作詞     | 作曲・編曲 | 時間 |
| 1.                                     | 「ミスコンテスト」 | 井上陽水 | 井上陽水   | 5:23 |
| 2.                                     | 「八月の休暇」     | 井上陽水 | 井上陽水   | 4:07 |
| 合計時間:                              | 合計時間:          | 9:30     |            |      |